# Macaco (gruppo musicale)
Macaco è un gruppo musicale di Barcellona fondato nel 1997 da Dani Carbonell "el Mono Loco".
I membri della band, originari di diversi paesi del mondo come Brasile, Camerun, Venezuela e Spagna, suonano un genere definibile come patchanka, un misto tra tradizione mediterranea, musica elettronica, musica latina e rumba.
Cantano in spagnolo, catalano, portoghese, francese e italiano.
Alcune canzoni del gruppo fanno parte della colonna sonora del film di Gabriele Salvatores Amnèsia in cui appaiono come comparse.

## Formazione
- Dani Carbonell "el Mono Loco" -  voce
- Martin Fucks - chitarra e voce
- Carlos Jaramillo - elettronica
- Fran Beltrán - tastiere
- Didac Fernández - batteria
- Sebi Suarez - basso elettrico
- Beto Bedoya - percussioni e voce
- Sandro Dos Santos - percussioni

## Discografia

### Album
- 1998 - mono loco
- 1998 - El Mono en el Ojo del Tigre
- 2002 - Rumbo Submarino
- 2004 - Entre Raíces y Antenas
- 2006 - Ingravitto
- 2009 - Puerto Presente
- 2010 - El Vecindario
- 2012 - El Murmullo del Fuego
- 2015 - Historias Tattooadas
- 2019 - Civilizado como los animales
- 2022 - Vuélame el corazón

### Collaborazioni
- Wagner Pá: Folía (2000 Virgin - Singolo)
- Fuerza Vol.1 (2000 Virgin - Compilation)
- Lumbalú: Me Voy con el Gusto (2001 Ventilador Music - Album)
- Ojos de Brujo: Vengue (2001 Edel - Album)
- Fuerza Vol.2 (2001 Virgin - Compilation)
- Banda Ionica- Matri Mia (2002 - Dunya Records)
- Los de Abajo: Cybertropic Chilango Power (2002 Luaka Bop - Album)
- Ojos de Brujo: Barí (2002 La Fábrica de Colores - Album)
- Barcelona Zona Bastarda (2002 Organic Records - Doppia Compilation)
- Roy Paci & Aretuska: Baciamo le Mani (2002 Viceversa - Album)
- Carlos Jean: Back to the Earth (2002 EMI - Album)
- Per Palestina (2003 - Compilation)
- Barcelona Raval Session (2004 K Industria - Doppia Compilation)
- RadioChango Añejo Reserva vol. I (2005 RadioChango - Compilation)
- Sin Papeles: Duermes? (2005 Sin Papeles Records - Album)
- Amparanoïa: La Vida Te Da (2006 Pias - Album)
- Carlos Jean: Mr. Miracle (2006 EMI - Album)
- Caparezza: Las luces de la ciudad (2006 Ingravitto - Album)
- Artisti Vari: El Vecindario Anno: 2010